# Euryphurana
Euryphurana is een afrotropisch geslacht van vlinders van de Nymphalidae.
Dit geslacht is monotypisch, dat wil zeggen dat het maar één soort heeft namelijk Euryphurana nobilis (Staudinger, 1891).